# Schronisko Mühlmanna
Schronisko Mühlmanna (niem. Mühlmann-Schutzhaus, słow. Mühlmannova chata, węg. Mühlmann-menedékház, Koprova-völgyi menedékkunyhó) – nieistniejące schronisko, stojące dawniej w Dolinie Koprowej w słowackich Tatrach Wysokich. Znajdowało się na dnie Doliny Koprowej, przy ujściu Niewcyrskiego Potoku do Koprowej Wody (ok. 1200 m n.p.m.).

## Historia
W 1912 r. administracja leśna z miejscowości Liptowski Gródek (Liptovský Hrádok) wybudowała zrębową chatę, która jednak nie była używana. W 1925 r. przejął ją Klub Czechosłowackich Turystów i przebudował na schronisko turystyczne. Nadał mu imię pochodzącego ze Słowacji Jaroslava Mühlmanna, pełniącego funkcję sekretarza w ministerstwie, a później przewodniczącego Słowackiego Klubu Turystów. Gdy za popełnione błędy został pozbawiony swoich stanowisk, schronisko przemianowano na Chatę Czechosłowackich Turystów i oddano w dzierżawę różnym osobom. Jego gospodarzami byli kolejno: rodzina Mašín z Roudnicy nad Łabą, Jozef Hajek, Jozef Kertesz, John Harich. Podczas II wojny światowej schronisko było nieczynne i zamknięte. Pod koniec 1944 r., po upadku Słowackiego Powstania Narodowego zajęli je partyzanci. Podczas walk zostało znacznie uszkodzone. Po wojnie zostało naprawione przez administrację leśną i przerobione na domek robotników leśnych. Później obiekt został uszkodzony przez wezbraną powodziowo Koprową Wodę, a w 1969 r. jego resztki rozebrano.
W Dolinie Koprowej istniały jeszcze dwa schroniska – Watra i Schronisko Rudolfa. Obecnie w dolinie tej nie ma żadnego schroniska turystycznego.

## Opis schroniska
Schronisko było czynne przez cały rok. Posiadało werandę, salon, kuchnię i pokój dzienny, jednak wśród turystów nie cieszyło się większą popularnością. Po dobudowie aneksu schronisko miało dwa pokoje i łącznie 32 miejsca noclegowe.